# Воротар (футбол)

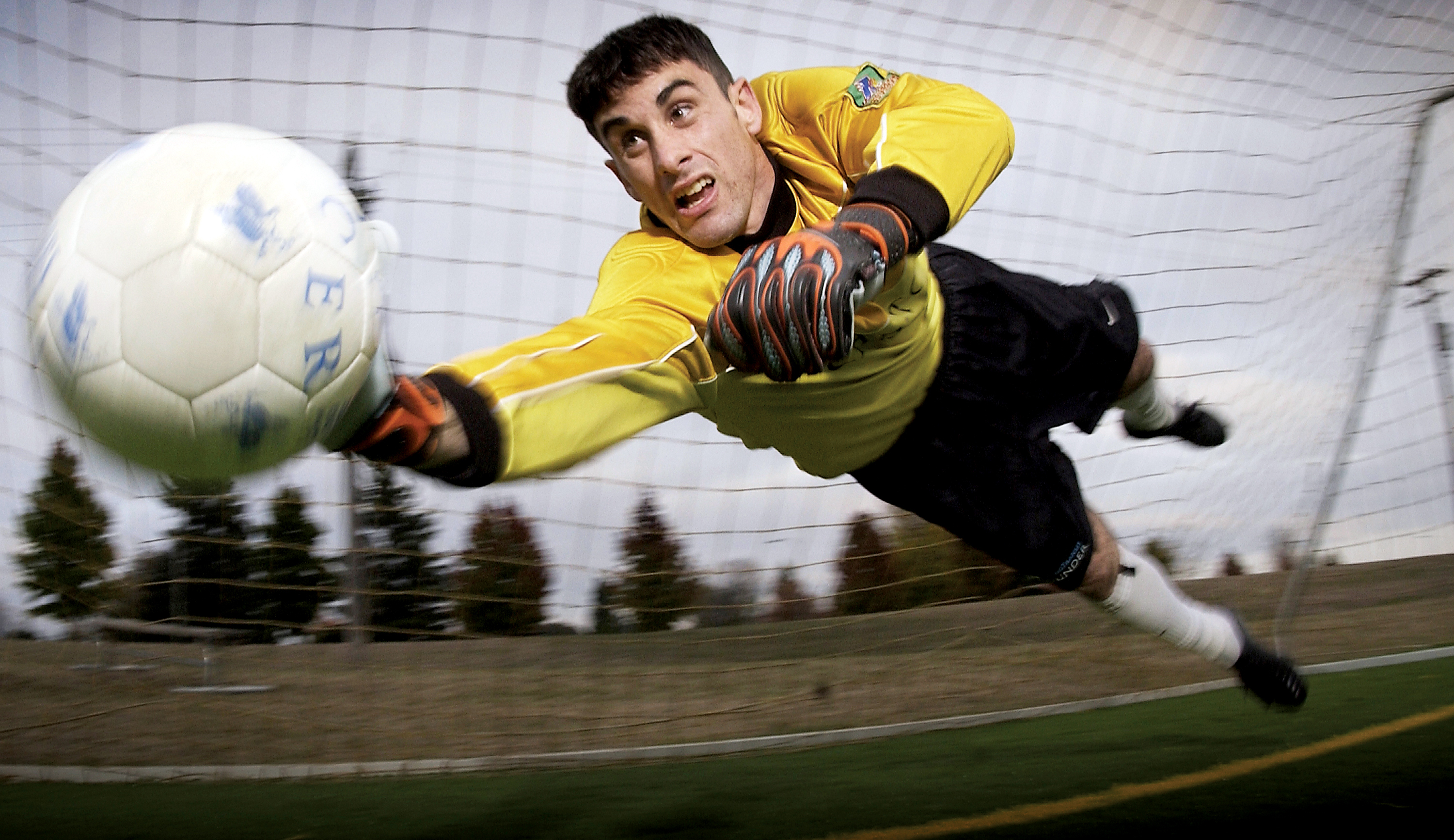
Футбольний воротар

Ворота́р (голкіпер) — позиція футболіста. Під час гри у футбол завданням воротаря є безпосередній захист власних воріт. Воротар є єдиним гравцем, якому дозволено торкатися м'яча руками. Кожна команда зобов'язана мати воротаря на полі у будь-який момент гри; якщо воротар змушений залишити поле через травму або вилучення, інший гравець має взяти на себе обов'язки воротаря (попередньо повідомивши про це суддю), навіть якщо команда більше не має запасних воротарів.

## Гра руками
На відміну від інших гравців, воротарі мають право торкатись м'яча будь-якою частиною тіла, за винятком таких обмежень:
- Воротар може торкатись м'яча руками тільки всередині власного штрафного майданчика.
- Воротар не може торкатися руками м'яча в ситуації, коли він отримує пас від гравця своєї команди (за винятком легітимних пасів будь-якою частиною тіла, яка знаходиться вище пояса, або зупинивши м'яч ногою, а після взявши м'яч у руки). Якщо воротар прийняв м'яч руками після навмисного пасу від гравця своєї команди, при цьому порушенні призначається вільний удар.
- Воротар не може брати м'яч у руки після вкидання з-за бокової лінії або пасу ногою у виконанні гравця своєї команди.
- Воротар не може тримати м'яч у руках довше ніж шість секунд поспіль.
- Якщо воротар випускає м'яч з рук, він не може знову взяти його в руки, допоки м'яча не торкнеться інший гравець.

## Загальні правила
Одяг воротаря має дозволяти швидко й надійно відрізняти його від решти гравців та арбітра на полі. Існує два підходи до вибору форми на матч: деякі воротарі намагаються зливатися з фоном, щоб нападнику важче було знайти вільне місце для удару, тоді як інші одягаются яскраво — таким чином гравець противника підсвідомо б'є саме туди, де і стоїть воротар. Більшість воротарів одягають рукавички щоб запобігти травмам і краще утримувати м'яч в руках. Традиційно воротарі виступають під номером 1.
Хоча воротарі мають спеціальні привілеї згідно з правилами гри, в усьому іншому вони підкоряються тим самим правилам, що й решта гравців.
Вони мають право залишати власний штрафний майданчик і можуть брати участь у грі в будь-якому місці поля. Деякі воротарі навіть забивали голи — з пенальті, штрафних ударів або приєднуючись до атаки команди на останніх хвилинах гри в намаганні забити вирішальний гол. Такі воротарі як Хосе Луїс Чилаверт, Рожеріо Сені та Ганс-Йорг Бутт стали відомими саме завдяки точному виконанню пенальті та штрафних ударів.

## Найкращі воротарі

### XX сторіччя (за версіюIFFHS)
- Лев Яшин (СРСР)
- Гордон Бенкс (Англія)
- Діно Дзофф (Італія)
- Зепп Маєр (Німеччина)
- Рікардо Самора (Іспанія)
- Хосе Луїс Чилаверт (Парагвай)
- Петер Шмейхель (Данія)
- Пітер Шилтон (Англія)
- Франтішек Планічка (Чехословаччина)
- Амадео Каррісо (Аргентина)
- Жилмар (Бразилія)
- Ладислао Мазуркевич (Уругвай)
- Пат Дженнінгс (Північна Ірландія)
- Убальдо Фільоль (Аргентина)
- Антоніо Карбахал (Мексика)
- Жан-Марі Пфафф (Бельгія)
- Рінат Дасаєв (СРСР)
- Дьюла Грошич (Угорщина)
- Томас Равеллі (Швеція)
- Вальтер Дзенга (Італія)
- Владимир Беара (Югославія)
- Мішель Прюдомм (Бельгія)
- Тоні Шумахер (Німеччина)
- Руді Хіден (Австрія)
- Іво Виктор (Чехословаччина)

### Початку XXI сторіччя
- Джанлуїджі Буффон (Італія)
- Петр Чех (Чехія)
- Олівер Кан (Німеччина)
- Ікер Касільяс (Іспанія)
- Едвін ван дер Сар (Нідерланди)
- Діда (Бразилія)
- Олександр Шовковський (Україна)
- Уго Льоріс (Франція)
- Фаб'єн Бартез (Франція)
- Віктор Вальдес (Іспанія)
- Давід Де Хеа (Іспанія)
- Мануель Ноєр (Німеччина)

### Українські воротарі
Найвідомішими українськими воротарями за радянських часів були:
- Євген Рудаков
- Віктор Банніков
- Юрій Дегтерьов
- Олександр Ткаченко
- Юрій Роменський
- Віктор Чанов
- Михайло Михайлов
- Сергій Краковський

Після здобуття незалежності найсильнішим воротарем України 1990-х—2000-х років був Олександр Шовковський.
Крім нього, одними з найкращих українських воротарів сьогодення вважаються:
- Андрій П'ятов
- Олександр Горяїнов
- Віталій Рева
- Максим Коваль
- Олександр Рибка
- Денис Бойко